# Basílica de Nuestra Señora de la Consolación (Táriba)
La Basílica de Nuestra Señora de la Consolación es un templo católico localizado en la localidad de Táriba en el estado Táchira en los Andes de Venezuela.
Su historia se remonta a la ermita construida en los primeros tiempos por los agustinos que requería convertirse en templo de jerarquía y dimensiones suficientes a la atención y servicio de una feligresía creciente y a los peregrinos, renovándose y nutriéndose en la abundosa benignidad mariana. Corresponde al sacerdote Francisco Martínez de Espinoza, cura y vicario de la Villa de San Cristóbal, iniciar la construcción del primer templo a la Virgen de Táriba, tal como se ve en la "Relación Auténtica", cuando el 19 de agosto de 1690 se está testificando otro milagro de la Bendita Virgen, al hundirse el techo de la Capilla Mayor y salvarse el albañil Juan Báez y otros cuatro ayudantes que allí estaban entejando el día 18 de marzo del mismo año, víspera del Domingo de Ramos.
La construcción del Santuario que reemplazó a la Ermita primigenia, precisamente frente al lugar en que esta estaba, en la actual Plaza Bolívar, vale al nombrado sacerdote Martínez de Espinoza el que el Canónigo de la Santa Iglesia Catedral de Santa Fe, de Bogotá, Onofre Tomás Baños Sotomayor, Consultor y Comisario del Santo Oficio y Visitador General Eclesiástico de la Provincia, por auto del 6 de octubre de 1691, abra averiguación sobre su vida y costumbres para el reconocimiento de sus méritos. El primero en acudir a declarar, el 16 de octubre de dicho año, es el Capitán Francisco Ramírez de Are-llano. Alcalde Ordinario de la Villa de San Cristóbal, quien testifica que el Padre Martínez de Espinoza no solamente ha edificado la Iglesia de la Villa de San Cristóbal, sino también una Capilla a la Virgen de Nuestra Señora de Táriba.
Hay otros declarantes, como Gerónimo Colmenares Aesmasa, vecino y encomendero de la Villa de San Cristóbal, y Fray José Gómez, Prior del Convento Agustino de la misma Villa. el cual afirma el celo religioso y el sentido progresista del Padre Martínez de Espinoza. En consecuencia, el 'isitador y Canónigo Baños y Soto-mayor prevé un auto recomendando el estímulo, a la dignidad que más convenga, del nombrado sacerdote, cuya parte final dice: "Declaramos y damos por buen Cura beneficiado y Vicario Juez Eclesiástico al dicho Maestro Don Francisco Martínez de Espinoza, y mandamos dé cuenta de los honrados procederes de dicho Maestro al Señor Vicepatrono de este Nuevo Reino para que le dé a su Majestad, que Dios guarde, para que le honre con la canonjía y dignidad que más convenga, por ser digno y no merecedor de ella." Tal auto tiene fecha 16 de octubre de 1691.
Cuando los Padres Agustinos -que habían traído a nuestra tierra la Virgen de la Consolación- dejaron su Convento de San Cristóbal, tal como lo dice el historiador Ricardo González Valbuena, vinieron años más tarde los Padres Dominicos a ser rectores espirituales de ia Iglesia de Táriba, pues ya estaban como misioneros en el Alto Apure.
Corresponde al sacerdote Francisco Martínez de Espinosa, cura y vicario de la Villa de San Cristóbal, iniciar la construcción del primer templo a la Virgen de Táriba, cuando el 19 de agosto de 1690 se está testificando otro milagro de la bendita virgen, al hundirse el techo de la Capilla Mayor y salvarse el albañil Juan Báez y otros cuatro ayudantes que allí estaban entejando el día 18 de marzo del mismo año,
Está situada frente de la Plaza Bolívar de Táriba, municipio Cárdenas, en la calle 2. En su interior se halla una docena de vitrales en donde se pueden apreciar las diferentes escenas del origen del culto hacia la virgen. Su estatua se encuentra dentro de un hermoso relicario de plata en el retablo.
Este templo está dedicado a la Señora de La Consolación, patrona del estado Táchira. Obtuvo por parte del papa Juan XXIII el título de Basílica Menor, como obra de monseñor Miguel Ignacio Briceño Picón y gracias a las gestiones realizadas por monseñor Alejandro Fernández Feo durante el período de 1904 y 1913, y remodelada bajo la administración de monseñor Alejandro Figueroa Medina, por acercase esos días la coronación canónica de la virgen.

## Virgen de La Consolación de Táriba

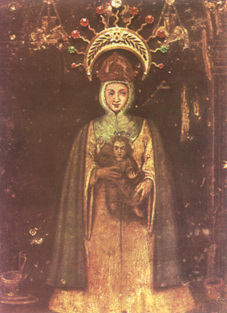
La imagen se encuentra en una tablita la cual se resguarda en la Basílica de Táriba. Se le han realizado estudios con autorización de la curia con miembros de la Academia de la Historia del Táchira y los fotógrafos Antonio y Samuel Trevisi, únicos en tener este privilegio.

Cuna de la veneración a la Virgen de la Consolación y sede de la Basílica de Nuestra Señora de La Consolación. Es una de las dos basílicas que existen en el Estado Táchira, la otra es la del Santo Cristo de La Grita, durante muchos años fue un Santuario y por decisión del Vaticano, tras una extensa investigación se decidió darle categoría de basílica, la Virgen de la Consolación fue llevada a Táriba en 1560 por dos padres Agustinos venidos del Nuevo Reino de Granada.
En 1600 se construye una ermita para la veneración de la Virgen. Desde entonces para es el centro devocional de Táriba, y una preciada reliquia para la mayoría católica de la ciudad. El 15 de agosto se celebra su fiesta.

## Himno

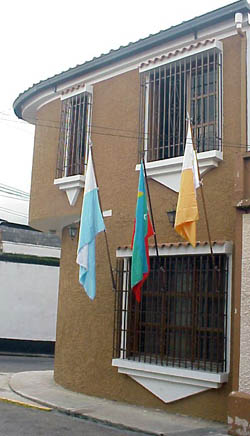
Dos banderas simbolizan la fe católica hacia la virgen: Blanco y Oro y Blanco y Azul Celeste. También izan la bandera del municipio Cárdenas.

La interpretación del Himno a la Virgen más conocida es la realizada por la Coral de la Alcaldía del Municipio Cárdenas la cual fue dirigida por  Javier Duque; esta es la utilizada en los actos en homenaje a la Virgen de Consolación de Táriba como el que se realiza la noche del 14 de agosto. Este homenaje musical es una creación del fallecido cantautor taribense: Evencio Ríos, quien le compuso diversos temas a su "Táriba gentil" ciudad conocida como "La Perla del Torbes", en referencia al Río Torbes que la circunda.

La serenata a la Virgen fue el resultado de una promesa que le hiciera el artista Evencio Ríos cuando se vio muy grave de salud y le prometió darle serenata todos los 14 de agosto, si lograba su recuperación. Su promesa fue cumplida, y organizó este acto que fue creciendo en agrupaciones y artistas que se presentan gratis y en público que se ubica frente al atrio de la Basìlica que funge como tarima para las presentaciones; con el paso del tiempo la serenata a La Virgen ha llegado a ser trasmitida en directo por la televisora del Táchira cada 14 de agosto.